# L'Arménienne aux yeux d'or
 (juin 2025).
Si vous disposez d'ouvrages ou d'articles de référence ou si vous connaissez des sites web de qualité traitant du thème abordé ici, merci de compléter l'article en donnant les références utiles à sa vérifiabilité et en les liant à la section « Notes et références ».
L'Arménienne aux yeux d'or est le quatrième roman de Maurice Gouiran, paru en 2002 aux Éditions Jigal. Il aborde le thème du génocide des Arméniens.
C'est à la suite des vagues de négationnisme[Lesquelles ?] [Quand ?] que Maurice Gouiran a entrepris l'écriture d'un polar qui démontrerait[réf. nécessaire] la réalité de ce génocide.
À partir d'une documentation impressionnante[réf. nécessaire] (l'auteur a confié [Où ?] avoir utilisé, parmi des centaines de documents, les bases de l’Armenian National Institute (en) de Washington, les témoignages de rescapés, mais aussi le contenu des sites turcs négationnistes[citation nécessaire]), Gouiran a bâti une intrigue prenante[réf. nécessaire] qui renforce le message.